# Napoléon Daru
Pour les articles homonymes, voir Daru et Napoléon (homonymie).
Pour les autres membres de la famille, voir famille Daru.
Napoléon, comte Daru, né le 11 juin 1807 à Paris où il est mort le 20 février 1890, est un militaire et homme politique français, ministre des Affaires étrangères à la fin du Second Empire.

## Biographie
Fils du comte Pierre Daru, filleul de Napoléon et de Joséphine, il fait ses études au lycée Louis-le-Grand, puis à l'École polytechnique et à l'École militaire d'application de Metz. Devenu sous-lieutenant d'artillerie en 1830, il participe à la campagne d'Algérie et est promu lieutenant.
Il succède à son père à la Chambre des pairs, par droit héréditaire, le 2 janvier 1833. Promu capitaine en 1836, il donna sa démission de l'armée en 1848.
Il est membre du conseil d'administration de la Compagnie du chemin de fer de Paris à Orléans.
Le 7 janvier 1849, il est élu représentant de la Manche à l'Assemblée constituante. Il siégea à droite et fit partie du comité des travaux publics.
Membre du comité électoral de la rue de Poitiers, il est réélu à l'Assemblée législative le 13 mai 1849, siégea, dans la majorité et s'associa à ses votes sur les lois d'enseignement et sur l'expédition de Rome, et fut vice-président de l'Assemblée en 1850 et 1851.
Il protesta contre le coup d'État du 2 décembre 1851, fut enfermé pendant quelques jours à Vincennes, et rentra dans la vie privée.
Il est élu membre de l'Académie des sciences morales et politiques en 1860,
Réélu député aux élections du 24 mai 1869, comme candidat de l'opposition, il devient un des chefs du Tiers parti, signa l'interpellation des 116, fut élu vice-président de la Chambre au mois de décembre.
Le 2 janvier 1870, il est nommé ministre des Affaires étrangères dans le cabinet Émile Ollivier. Il donna sa démission le 13 avril.
Il vota pour la guerre contre la Prusse, fut nommé membre du comité de défense et fut élu représentant de la Manche à l'Assemblée nationale le 8 février 1871. Il prit place au centre droit, présida la commission d'enquête sur la révolution du 4 septembre et sur l'insurrection communaliste du 18 mars, dont le rapport fut l'objet de nombreuses protestations, et fit partie du comité des Neuf qui devait réclamer la restauration de la monarchie.
Le 30 janvier 1876, il est élu sénateur de la Manche.
Il avait épousé Charlotte Camille Le Brun de Plaisance (1820-1895), fille de Auguste Charles Lebrun, baron de Plaisance et d'Adélaïde Caroline Cardon, et petite-fille de Charles-François Lebrun, duc de Plaisance, dont il eut trois filles et un fils, Pierre Auguste Napoléon Daru, né en 1843 et mort noyé dans la rade de Yokohama le 3 décembre 1872, sans postérité.
Les papiers personnels de Napoléon Daru ainsi que ceux de son père Pierre Daru sont conservés aux Archives nationales sous la cote 138AP.
Napoléon Daru a été inhumé le 24 février 1890 dans le Cimetière de Montmartre 21e division.

## Distinctions
- Officier de la Légion d'honneur (décret du 27 avril 1840)